# Lahrer Moor
Koordinaten: 52° 41′ 47″ N, 7° 25′ 33″ O

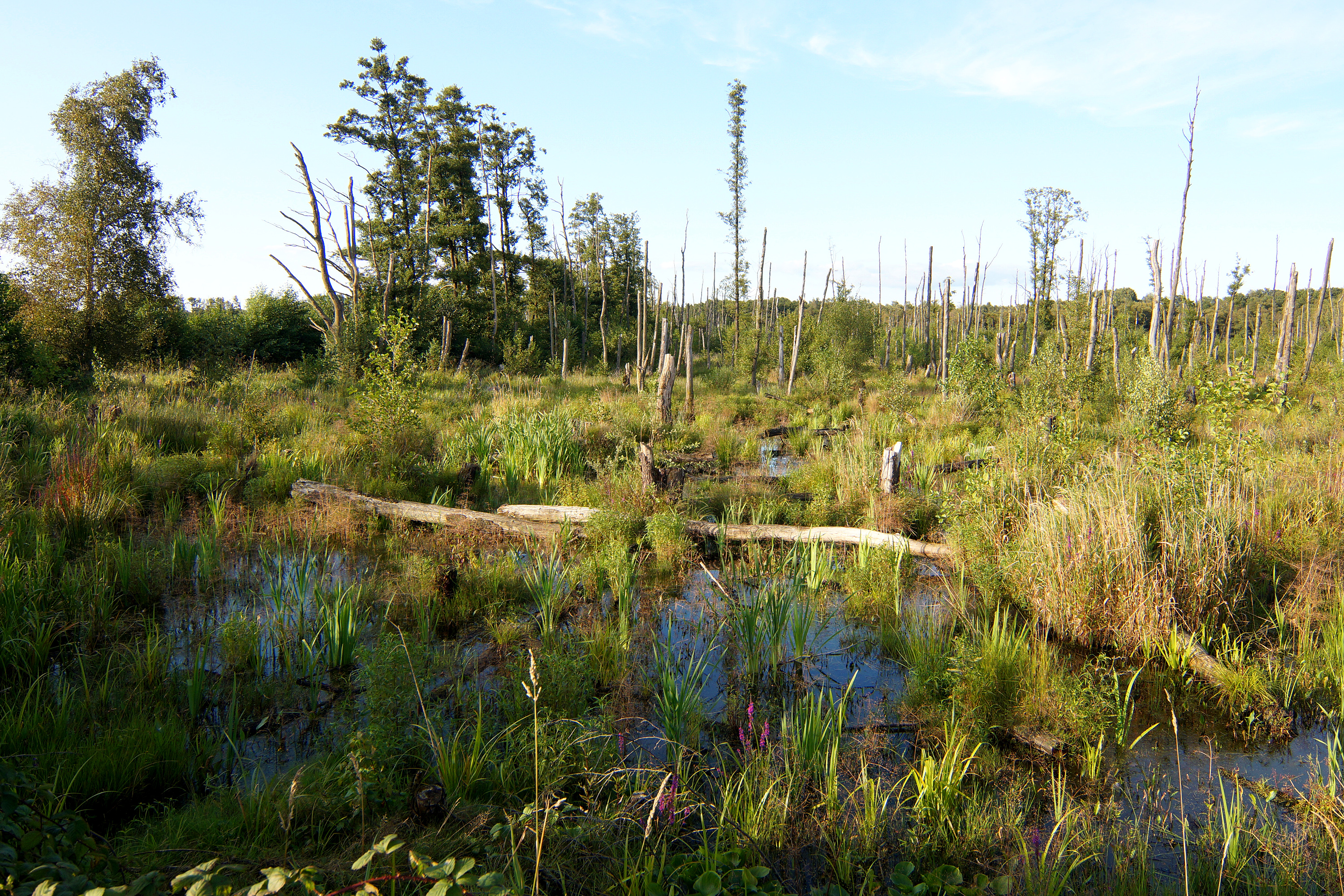
Lahrer Moor

Das Lahrer Moor ist ein ehemaliges Naturschutzgebiet in der niedersächsischen Stadt Haselünne im Landkreis Emsland.
Das Naturschutzgebiet mit dem Kennzeichen NSG WE 024 war rund 21 Hektar groß. Es war Bestandteil des FFH-Gebietes „Untere Haseniederung“. Das Gebiet stand seit dem 25. Mai 1932 unter Naturschutz. Rechtsgrundlage war das Feld- und Forstpolizeigesetz. 1937 wurde die Erstverordnung in das Reichsnaturschutzgesetz überführt und dabei das In-Kraft-Tretungs-Datum auf den 7. August 1937 geändert. Zum 1. Juli 2017 ging es im neu ausgewiesenen Naturschutzgebiet „Natura 2000–Naturschutzgebiet in der unteren Haseniederung“ auf. Zuständige untere Naturschutzbehörde war der Landkreis Emsland.
Das ehemalige Naturschutzgebiet liegt nordwestlich von Haselünne. Es war ursprünglich in erster Linie von einem großen, aber flachen See geprägt. Der See, der mit der Mittelradde in Verbindung stand, war von Niedermoorflächen umgeben. Große Teile des Sees sind heute verlandet bzw. durch Absenken des Wasserstandes trockengefallen. Das ehemalige Naturschutzgebiet besteht im Kern aus zwei Stillgewässern als Reste des früheren Sees, die von Niedermoor umgeben sind, auf dem Erlenbruchwald und Weidengebüsche sowie in den Verlandungsbereichen der Stillgewässer Röhrichte wachsen.
Das Gebiet wurde über Jahre über Gräben zur Mittelradde bzw. zur Hase entwässert. In den 1990er-Jahren wanderte der Biber von der Hase kommend in das Gebiet ein. Durch seine Bautätigkeit wurden Gräben, die das Gebiet entwässerten, verschlossen, woraufhin in der Folge der Wasserstand wieder anstieg und das Gebiet zunehmend vernässte.